# Anna Romantowska

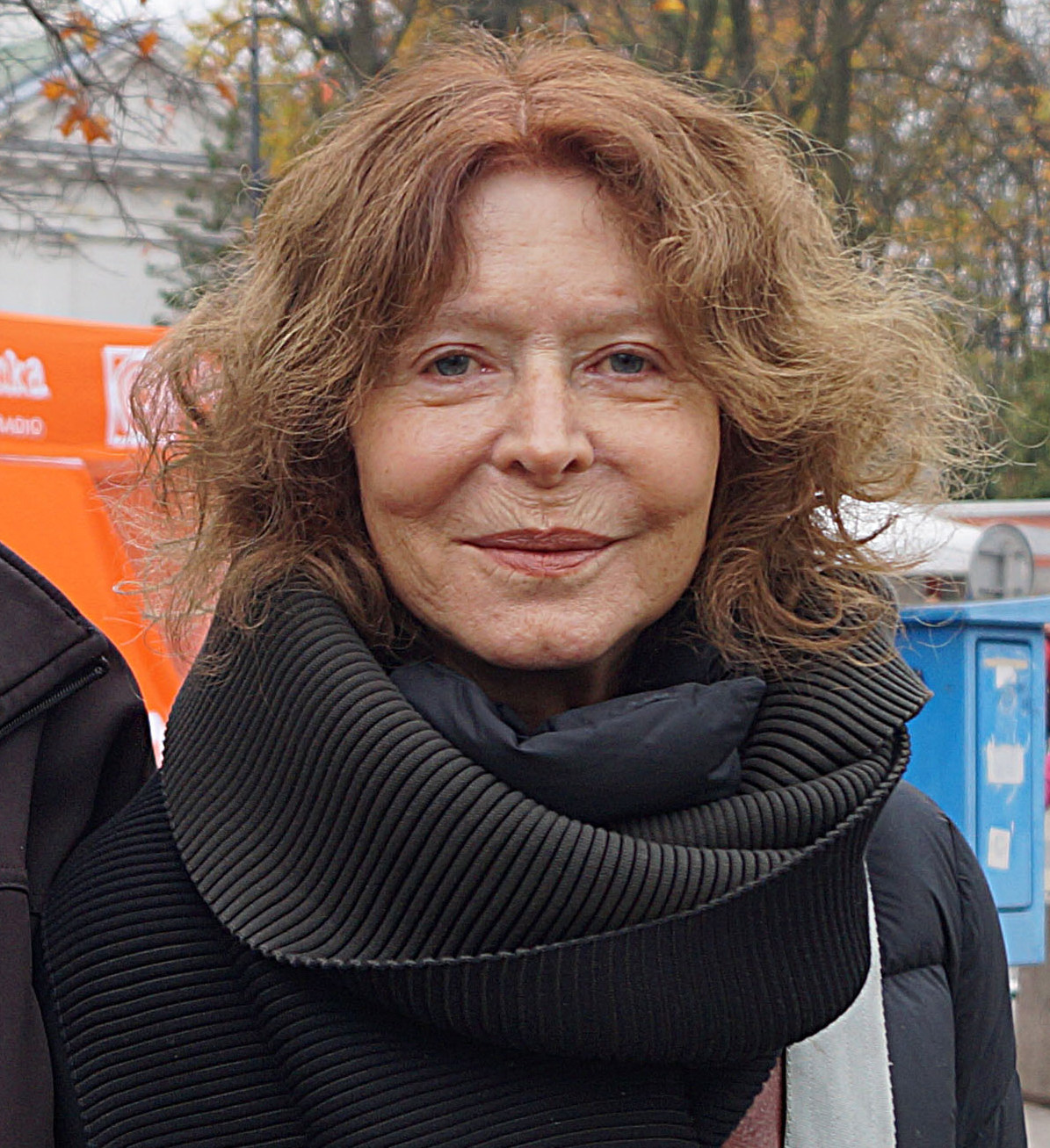
Anna Romantowska im Jahr 2017

Anna Romantowska (* 16. Mai 1950 in Białystok, Polen) ist eine polnische Schauspielerin und Hörspielsprecherin.

## Leben
Anna Romantowska wurde 1950 im Osten Polens in der Stadt Białystok geboren. Sie studierte an der Aleksander-Zelwerowicz-Theaterakademie Warschau bis zu ihrem Abschluss im Jahr 1974. Anschließend spielte sie bis 1975 im Ensemble des Schlesischen Theaters in Kattowitz, von 1975 bis 1983 am Polnischen Nationaltheater und von 1984 bis 1993 am Studio-Theater in Warschau. Sie sprach in der polnischen Hörspielserie Anne von Green Gables, wofür sie 1980 vom Hörfunk- und Fernsehkomitee ausgezeichnet wurde.
Seit 1980 ist Anna Romantowska auch im Film- und Fernsehproduktionen als Schauspielerin tätig. 1982 bekam sie in Ryszard Bugajskis Film Verhör einer Frau (im Original Przesłuchanie) eine Rolle. Der Film wurde nach seinem Verbot jedoch erst 1989 wiederaufgeführt und lief bei den Internationalen Filmfestspielen von Cannes 1990. Anna Romantowska wurde für ihre Rolle beim Polnischen Filmfestival Gdynia als Beste Nebendarstellerin ausgezeichnet. 2006 erhielt sie diese Auszeichnung ein zweites Mal, diesmal für den Film Statyści, und wurde 2007 beim Polnischen Filmpreis als Beste Nebendarstellerin nominiert.
Anna Romantowska war mit Krzysztof Kolberger (1950–2011) verheiratet, das Paar ließ sich scheiden. Ihre Tochter ist die Regisseurin Julia Kolberger (* 1978). Später heiratete sie Jacek Bromski (* 1946), auch diese Ehe wurde geschieden.

## Filmografie
- 1982: Verhör einer Frau (Przesłuchanie)
- 1994: Tod im seichten Wasser (Halál sekély vízben)
- 2006: Statyści
- 2022–2024: Die grünen Handschuhe (Gang Zielonej Rękawiczki, Fernsehserie)

## Auszeichnungen
- 1990: Polnisches Filmfestival Gdynia – Beste Nebendarstellerin (in dem Film Verhör einer Frau [Przesłuchanie])
- 2006: Polnisches Filmfestival Gdynia – Beste Nebendarstellerin (in dem Film Statyści)